# سعد الصويان
الدكتور سعد عبد الله الصويان أكاديمي سعودي وأستاذ علم الاجتماع في جامعة الملك سعود، وهو باحث مختص في الأنثروبولوجيا والتاريخ الشفهي والشعر النبطي. صدر له العديد من المؤلفات في الأنثروبولوجيا ودراسة الشعر النبطي، من أبرزها كتاب «الصحراء العربية: ثقافتها وشعرها عبر العصور: قراءة أنثروبولوجية»، وكتاب «ملحمة التطور البشري»، الذي حصل به على جائزة الشيخ زايد للكتاب عام 2014م.

## المسار الأكاديمي
- 1971: بكالوريوس في الاجتماع من جامعة شمال إلينوي .Northern Illinois University, De Kalb, Illinois, USA
- 1974: ماجستير في الإناسة الأنثروبولوجيا من نفس الجامعة، وعنوان الرسالة The Position of Jinn in the Arab World View.
- 1982: دكتوراه في الإناسة والفلكلور والدراسات الشرقية من جامعة كاليفورنيا في بيركلي U. C. Berkeley وكان الإشراف على برنامج الدكتوراه مشتركاً بين ثلاثة أقسام interdisciplinary هي الإناسة وهذا القسم الأساس وينتمي إليه المشرف على رسالة الدكتوراه الدكتور Alan Dundes وقسم دراسات الشرق الأدنى وينتمي إليه المشرف المساعد على الرسالة وهو الدكتور منح خوري وقسم الأدب المقارن. وعنوان رسالة الدكتوراه Nabati Poetry: The Oral Poetry Of Arabia هذا وقد قامت دار النشر بجامعة كاليفورنيا بنشر الرسالة بنفس العنوان University of California Press 1985.

## المسار الوظيفي
- 1982: التعيين في جامعة الملك سعود على رتبة أستاذ مساعد.
- 1984-1982: المشرف على متحف التراث الشعبي في كلية الأداب.
- 1984-1988: رئيس قسم الدراسات الاجتماعية.
- 1987: الترقية إلى مرتبة أستاذ مشارك.
- 1988-1989: إجازة تفرغ علمي.
- 1989: منحة من جامعة Erlangen-Nurnberg في ألمانيا لإجراء البحوث ومقابلة المختصين بالدراسات الشرقية.
- 1991-2002: معار إلى دار الدائرة للنشر والتوثيق.
- 2002: العودة للعمل في جامعة الملك سعود.
- 2003: الترقية إلى مرتبة أستاذ.
- يوليو 2017: عين عضواً في مجلس إدارة الهيئة الملكية لمحافظة العلا.[5]

## مشاريع علمية
- 1983-1990: القائم بمشروع جمع الشعر النبطي من مصادره الشفهية الذي موله مركز البحوث بكلية الأداب، جامعة الملك سعود، والذي تم فيه تسجيل مئات الساعات من تسجيل مقابلات شفهية مع المسنين من رواة البادية وجمع كل ما يتعلق بحياة البادية من أشعار وقصص وأنساب ووسوم وديار وموارد ومعلومات إثنوغرافية وتاريخ شفهي.
- 1991-2001: رئيس ومدير عام المشروع الوثائقي الملك عبد العزيز آل سعود: سيرته وفترة حكمه في الوثائق الأجنبية الذي صدر عن دار الدائرة للنشر والتوثيق في 20 عشرين مجلدا ضخما يقع كل منها في حدود 700 سبعمائة صفحة تحتوي على ملخصات عربية وافية لما لا يقل عن 50.000 خمسين ألف وثيقة تم جلب أصولها من الأرشيفات البريطانية والفرنسية والأمريكية كلها تتعلق بفترة حكم الملك عبد العزيز آل سعود وتغطي الفترة التي تمتد من نهاية القرن التاسع عشر حتى نهاية عام 1953. وشارك في تلخيص وترجمة وصياغة هذه الوثائق عشرات المؤرخين والمختصين في اللغات الأجنبية.
- 1991-2001: المشرف العلمي ورئيس هيئة تحـرير المشـروع الوثائقي الثقافة التقليدية في المملكة العربية السعودية الذي صدر عن دار الدائرة للنشر والتوثيق في 12 مجلدا يقع كل منها في حدود 500 صفحة. يتناول كل مجلد منها جانبا من جوانب الثقافة التقليدية من الطب الشعبي والعطارة إلى الألعاب الشعبية إلى العمارة التقليدية إلى الفلاحة إلى الحرف اليدوية، وهكذا. وشارك في تأليف هذه المجلدات وكتابتها عشرات المختصين والأكاديميين والمهتمين بمختلف جوانب الثقافة الشعبية والحياة التقليدية في مختلف مناطق المملكة العربية السعودية. كما شاركت شخصيا في تأليف بعض المجلدات مثل مجلد الإبل ومجلد القنص والصيد.

## كتب ومؤلفات
- 1985 جمع المأثورات الشفهية. مركز التراث الشعبي لدول الخليج العربية، الدوحة.
- 1985 Nabati Poetry: The Oral Poetry of Arabia. University of California Press.
- 1988 حداء الخيل. الجمعية العربية السعودية للثقافة والفنون. الرياض.
- 1991 The Arabian Oral Historical Narrative: An Ethnographic and Linguistic Analysis. Otto Harrassowitz, Wiesbaden.
- 2000 الشعر النبطي: ذائقة الشعب وسلطة النص. دار الساقي، بيروت.
- 2001 فهرست الشعر النبطي. حقوق الطبع محفوظة.
- 2010 الصحراء العربية: ثقافتها وشعرها عبر العصور، قراءة أنثروبولوجية.[6]
- 2010 أيام العرب الأواخر: أساطير ومرويات شفهية في التاريخ والأدب من شمال الجزيرة العربية مع شذرات مختارة من قبيلة آل مرة وسبيع.[7]
- 2012 فُسح سهوا: مقالات في الشأن المحلي السعودي. دار مدارك.[8][9]
- 2013 ملحمة التطور البشري.
- 2021: إطروحات إثنولوجية. دار مدارك.

## مقالات ورسائل علمية
- 1983: مع ابن جنيدل وشعراء العالية العرب. س 17، ج ج 11-12.
- 1983: مع ابن جنيدل وشعراء العالية العرب. س 18، ج ج 1-2.
- 1984: في دراسة اللهجات الحديثة العرب. س 18، ج ج 11-12.
- 1985: الشعر النبطي: جمعه ودراسته على ضوء النظريات والمناهج المعاصرة كتابات. س 10، ع21.
- 1985: الدراسات الشعبية في أوروبا في القرن التاسع عشر مجلة كلية الأداب. جامعة الملك سعود، م 12، ع1.
- 1986: مع د . عبد الله العتيبي ودراسات في الشعر الشعبي الكويتي مجلة دراسات الخليج والجزيرة العربية. س 12، ع 45.
- 1987: المعاناة والإبداع في نظم القصيدة النبطية الدارة. س 13، ع1.
- 1987: الفن والحياة البيان (مجلة فكرية شهرية تصدرها رابطة الأدباء بالكويت). ع250.
- 1991: ثقافة العصر الحجري القديم مجلة العصور. م6 ، ج1.
- 1993: اللغة الإنسانية: طبيعتها وخصائصها مجلة العصور. م8، ج1.
- 2001: النظرية اللغوية عند فردينان دي سوسير مجلة الدراسات اللغوية. م3، ع2.
- 2001: الإنسان والبيئة من منظور أنثروبولوجي رسائل جغرافية. 248، الجمعية الجغرافية الكويتية، جامعة الكويت.
- 2002: بدايات الزراعة في منطقة الهلال الخصيب المجلة العربية للعلوم الإنسانية. جامعة الكويت، س20، ع80.
- 2003: الشعر البدوي في مقدمة ابن خلدون الدرعية. س5، ع ع 18-19.
- 2003: البداوة والحضارة: نموذج بديل مجلة العلوم الإنسانية. جامعة البحرين، ع6.
- 2006: ظهور المدينة ونشوء الدولة في بلاد الرافدين المجلة العربية للعلوم الإنسانية. جامعة الكويت.
- 2006: نحو تحديد مفهوم عربي للمأثور الشعبي الخطاب الثقافي. جمعية اللهجات والتراث الشعبي في جامعة الملك سعود، الرياض.
- 2007: الشفاهي والكتابي في اللغة والأدب حقول 4. النادي الأدبي، الرياض.

## مكتبته الصوتية
عام 2015م اقتنى مركز الملك فيصل للبحوث والدراسات المجموعة الصوتية للصويان التي سُجِّلت في مختلف مناطق السعودية مع أبرز الرواة والشعراء من البادية ما بين عامي 1403هـ و1410هـ. وتتكون المجموعة الصوتية من 585 تسجيلاً صوتياً.

## الأثر المعرفي
كرس سعد الصويان جهده لدراسة ثقافة الجزيرة العربية وتوثيقها، حيث يعد من أشد الناشطين في هذا المجال، حيث قام بتسجيل المأثورات الشفهية، ونتج عن ذلك المجهود (كتابه أيام العرب الأواخر، حيث تحدث الكتاب عن أساطير ومرويات شفهية في التاريخ والأدب من شمال الجزيرة العربية مع شذرات مختارة من قبيلة المرة وسبيع)، وكتاب "فهرست الشعر النبطي"، في عام 1991 عمل مع دار "الدائرة" للنشر والتوثيق رئيسا لهيئة التحرير ومدير عام لمشروعين هما الثقافة التقليدية في المملكة العربية السعودية في 12 مجلدا، وآخر هو الملك عبد العزيز آل سعود: حيث تناول سيرته وفترة حكمه في الوثائق الأجنبية في 20 مجلدا لُخصت فيها أكثر من خمسين ألف وثيقة من الأرشيفات البريطانية والفرنسية والأميركية.

## تشبيه نجد باليونان
شبه الكاتب سعد الصويان منطقة نجد باليونان ، حيث ذكر بأن أوضاع الجزيرة العربية أقرب شبهاً باليونان القديمة. تطرق الصويان بالتشبيه من ناحية الجغرافيا والمناخ. حيث ذكر بأنه لا توجد في اليونان أنهار دائمة الجريان، وطقسها يميل إلى الجفاف، والزراعة محدودة بسبب قل الأراضي الخصبة، مما جعل من اليونان في حاجة مستمرة إلى الدول في تأمين جزء كبير من متطلباتها الغذائية.
تطرق الصويان أيضاً الى أن أهم أشجار اليونان هي شجرة الزيتون وتشبه النخلة في كثرة الإنتاج وعدم الحاجة إلى عناية عالية، وكلتاهما ثمرتها سهلة التخزين والنقل، إلا إنهما بطيئتا النمو. كان قطع أشجار الزيتون والنخيل من الأساليب المتبعة بالحروب لإضعاف سكان المدينة المحاصرة وتجويع ساكنيها، ومن هنا أصبح غصن الزيتون وجريد النخل يرمزان للسلام والاستقرار.
صعوبة التضاريس والطبيعة الجبلية حالت دون الاتصال بين الجزر التي تتشكل منها اليونان، والتي تنتشر في البحر كما تنتشر الواحات في صحراء شبه الجزيرة العربية التي تفصلها الرمال عن بعضها البعض.

## جامعة الصويان الفلكلورية
في أغسطس 2023، أنهى الدكتور سعد الصويان حواره معه مجلة "المجلة"، بأمنية وهي "ما أتمناه هو أن أتمكن قبل أن أودّع هذه الحياة من أن أقرأ كتابي أيام العرب الأواخر مسجلاً بصوتي، لأن الكتاب عبارة عن سوالف كتبتها بلغتها العامية الأصلية والقليل من القراء لديهم القدرة على قراءة ما يكتب باللهجة العامية قراءة صحيحة".

## مجسمات أبطال التوحيد
في نوفمبر 2020، دعا الأكاديمي والباحث في التاريخ الشفهي والشعر النبطي الدكتور سعد الصويان، إلى إقامة مجسمات ونصب تذكارية لأبطال التوحيد في الساحات والميادين العامة في جميع أنحاء المملكة؛ حيث ذكر الصويان في صحيفة عكاظ بعنوان "حان الوقت لنصب مجسمات أبطال التوحيد في الساحات العامة".

## مبادرة تجنيس الموهوبين والمبدعين
في ديسمبر 2019، ذكر الكاتب والدكتور سعد الصويان عن مباردة تجنيس الموهوبين والرياضيين والمبدعين، بأن قوة الأمم تُبنى بالعقول. حيث ذكر الدكتور بأن الوقت الحاضر يوجد العديد من الاستقطابات للمبدعين وبأنها سياسة متبعة في الدول الصناعية والمتقدمة، كونهم يختصرون المسافة لطريق تنمية البلد.

## الجوائز
- فاز الدكتور سعد الصويان بجائزة الشيخ زايد للكتاب فرع التنمية وبناء الدولة، في الدورة الثامنة عام 2014، عن كتابه “ملحمة التطور البشري”.[16]
- فاز بجائزة أمين مدني للبحث في تاريخ الجزيرة العربية في دورتها السادسة عام 2017م/ 1438هـ مناصفة مع الدكتور عبد الرحمن الأنصاري.[17]
- فاز بجائزة «شخصية العام الثقافية» من مبادرة الجوائز الثقافية الوطنية في دورتها الرابعة 2024.[18]

## وصلات خارجية
- موقع الدكتور سعد الصويان : يمكن الإطلاع على نصوص معظم المؤلفات والدراسات بالعربية والإنجليزية.
- فيلم وثائقي الدكتور سعد الصويان